# 及川瑞基
及川 瑞基（おいかわ みずき、1997年6月26日 - ）は、宮城県出身の卓球選手。木下グループ所属。
Tリーグは岡山リベッツ所属。
国際卓球連盟のITTF世界ランキング最高は47位（2023年9月）。U21男子シングルス1位.Jr.男子シングルス5.カデット男子シングルス2位。全日本卓球選手権男子シングルス優勝.男子ダブルス優勝。

## 経歴
- 2人の姉の影響で張本智和の両親が監督を務める「仙台ジュニア」で卓球を始める[1]。
- 青森山田中学に進学後、中学3年時にはドイツ・ブンデスリーガに挑戦した[2]。2016-2017シーズンから2019-2020シーズンにかけて、ドイツ・ブンデスリーガ1部のケーニヒスホーフェンに在籍した。

2018-2019シーズンには "ドイツの皇帝" ことティモ・ボルを破り、話題になった。
- 青森山田高校を経て専修大学に進学した。
- Tリーグには2020年から参戦し、木下マイスター東京に所属している。
- 2021年、全日本卓球選手権大会男子シングルスで優勝した[4]。

## 主な戦績
2009年
- 全日本選手権大会ホープスの部 男子 準優勝

2010年
- 全日本選手権大会カデットの部 13歳以下男子シングルス 優勝

2012年
- 全国中学校卓球大会 男子団体 優勝、男子シングルス 準優勝

2013年
- 全国高等学校総合体育大会（インターハイ）  男子団体 準優勝、男子シングルス 準優勝

2014年
- 全国高等学校総合体育大会（インターハイ）  男子団体 優勝、男子シングルス 3位

2015年
- 平成26年度全日本卓球選手権大会 ジュニア男子シングルス 優勝
- 全国高等学校総合体育大会卓球競技大会 男子シングルス 3位
- ベラルーシオープン 男子シングルス 3位
- オマーンオープン 男子ダブルス 3位
- タイオープン 男子ダブルス 3位

2018年
- 第85回全日本大学総合卓球選手権大会（個人の部） 男子シングルス 優勝
- 第88回全日本大学総合卓球選手権大会（団体の部） 男子団体 優勝
- ITTFチャレンジ・スロベニアオープン 男子シングルス 優勝

2019年
- 第86回全日本大学総合卓球選手権大会（個人の部） 男子シングルス 優勝
- ITTFチャレンジ・タイオープン 男子ダブルス 3位（三部航平ペア）

2020年
- 2019年度全日本卓球選手権大会 男子ダブルス 優勝（三部航平ペア）

2021年
- 全日本卓球選手権大会 男子シングルス 優勝
- WTTスターコンテンダードーハ 男子ダブルス 3位（宇田幸矢ペア）

2022年
- LION CUP TOP32 東京大会 男子シングルス 準優勝
- WTTフィーダーウエストチェスター 男子ダブルス 3位（横谷晟ペア）
- 世界卓球選手権 男子団体 3位
- WTTコンテンダーザグレブ 男子ダブルス 3位（篠塚大登ペア）
- WTTコンテンダーノボゴリツァ 男子シングルス 3位、男子ダブルス 3位（田中佑汰ペア）
- WTTフィーダーフリーモント 男子シングルス 3位

2023年
- 全日本卓球選手権大会 男子ダブルス 準優勝 (松島輝空ペア)
- WTTコンテンダーリマ 男子ダブルス 優勝 (松島輝空ペア)
- WTTフィーダーバンコク 男子シングルス 3位、男子ダブルス 準優勝 (吉村和弘ペア)
- WTTスターコンテンダーゴア 男子ダブルス 3位 (木造勇人ペア)

2024年
- 全日本卓球選手権大会 男子ダブルス 3位 (松島輝空ペア)
- WTTフィーダープリシュティナ 男子シングルス 3位

### Tリーグの成績
| シーズン | 所属チーム         | 背番号 | シングル | シングル | シングル | ダブルス | ダブルス | ダブルス |
| シーズン | 所属チーム         | 背番号 | 出場数   | 勝利数   | 敗戦数   | 出場数   | 勝利数   | 敗戦数   |
| -------- | ------------------ | ------ | -------- | -------- | -------- | -------- | -------- | -------- |
| 2020-21  | 木下マイスター東京 | #55    | 17       | 10       | 7        | 4        | 1        | 3        |
| 2021-22  | 木下マイスター東京 | #2     | 24       | 19       | 5        | 0        | 0        | 0        |
| 2022-23  | 木下マイスター東京 | #55    | 19       | 10       | 9        | 2        | 2        | 0        |
| 2023-24  | 木下マイスター東京 | #55    | 8        | 3        | 5        | 3        | 2        | 1        |
| 2024-25  | 岡山リベッツ       | #55    |          |          |          |          |          |          |

## テレビ番組
- 卓球ジャパン！ 全日本選手権男子決勝を戦った当人たちがDEEP解説！！（2021年3月20日、BSテレ東）[5]
- 卓球ジャパン！ TリーグシーズンMVP＆世界卓球2022代表 及川瑞基特集！（2022年5月7日、BSテレ東）[6]